# Новосяд, Владимир Владимирович

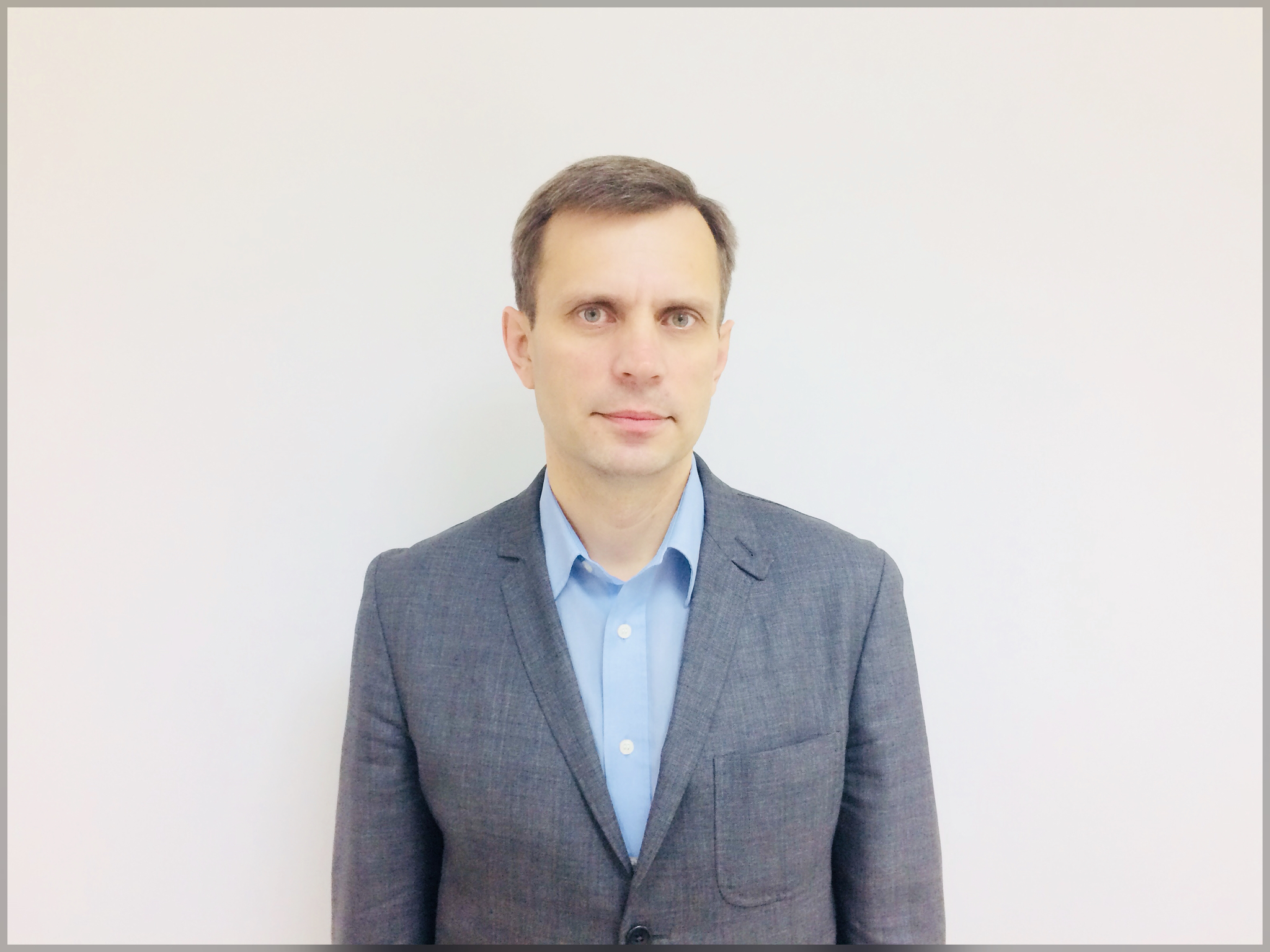
Владимир Владимирович Новосяд
Директор Учреждения "Эффективное управление зданиями"

Влади́мир Влади́мирович Новося́д (бел. Уладзімір Уладзіміравіч Навасяд) — белорусский политик.
Родился 12 апреля 1968 в г. Киеве (Украина).  Бывший депутат Верховного Совета Республики Беларусь ХIII созыва и Палаты представителей Национального собрания Республики Беларусь 2-го созыва, директор Учреждения "Эффективное управление зданиями",  юрисконсульт общественного объединения «Правозащита потребителей» и лидер Партии свободы и прогресса. Имеет степень Phd. Православный. Женат, имеет двух дочерей.

## Политическая деятельность
В конце 1980-х гг., будучи студентом Могилевского государственного педагогического института, создал студенческую организацию «Студенческий союз» — альтернативу комсомольской организации вуза. Организация добивалась развития студенческого самоуправления. Был инициатором создания (вошёл в учредители) Республиканского студенческого союза — организации, целью которой было организованное выступление против монополии ВЛКСМ и КПСС в учебных заведениях страны.
В 1990 году победил на выборах в Могилевский городской совет депутатов. Депутат Могилевского городского совета депутатов с 1990 по 1996. Один из инициаторов создания отдела по делам молодёжи г. Могилёва (первого в Беларуси). С 1993 по 1995 год руководитель данного отдела. При отделе по делам молодёжи Могилевского горисполкома функционировал Совет общественных организаций, решавший вопросы реализации молодёжной политики в городе. В 1995 году после установления «вертикали», инициированной Александром Лукашенко, уволился по собственному желанию.
В 1995 году победил на выборах в Верховный Совет Республики Беларусь XIII созыва. В Верховном Совете работал на должности заместителя председателя Комиссии по государственному строительству и самоуправлению. С 1995 года — один из учредителей фракции «Гражданское Действие», возглавляемой Станиславом Богданкевичем.
В 1995 году создал Республиканскую общественную молодёжную организацию «Гражданский Форум», которую и возглавил. На момент создания "Гражданский форум" являлся молодежным крылом Объединенной гражданской партии. Организация была зарегистрирована в Министерстве юстиции 10 сентября 1996 г. и стала первой молодежной организацией Республики Беларусь, получившей официальную регистрацию. В 1997 году инициатор создания первой молодёжной коалиции под названием «Молодая Беларусь».
Во время конституционного кризиса в 1996 году поставил подпись под импичметом президенту А. Г. Лукашенко. Во исполнение Соглашения между Верховным Советом и Администрацией президента отозвал свою подпись и проголосовал за ратификацию соглашения, устанавливавшего совместную разработку Конституции депутатами и представителями президента (по инициативе пропрезидентской фракции «Згода» и радикально настроенных оппозиционных депутатов голосование по Соглашению было провалено). В 1996 году после конституционного кризиса и референдума Владимир Новосяд был уволен из Верховного совета с формулировкой «по сокращению штатов».
В 1999 году возглавляемая В. Новосядом молодёжная организация «Гражданский форум» учредила свою газету «Молодежный проспект», которая выходила 5000-м тиражом с 1999 по 2006 гг. в виде обычных и специальных выпусков (с 2001 года по 2006 год  спецвыпуск «Новости Серебрянки» распространялся в соответствующем районе г. Минска, от которого В. Новосяд был избран депутатом в Парламент).
В 2000 году отказавшись от партийной линии ОГП по бойкоту выборов, Владимир Новосяд выдвинул свою кандидатуру на депутатские полномочия в Парламент. Это приводит к расколу с ОГП и "Гражданский форум" становится самостоятельной организацией. В то же время наблюдается и идеологический дрейф двух структур: ОГП заняла либерально-консервативную позицию, а "Гражданский форум" - либеральную. В то же время линия на участие в выборах оказалась для политика выигрышной - он победил по Свислочскому округу №95 г. Минска и стал депутатом Палаты представителей Национального собрания Республики Беларусь II созыва.
С 2000 по 2004 год реализовывал полномочия депутата Парламента и работал в составе постоянной комиссии по государственному строительству и самоуправлению. На первой сессии Парламента добивался равенства в правах журналистов независимых и государственных СМИ при освещении работы законодательного органа. При поддержке молодёжи из «Гражданского Форума» на рассмотрение Парламента вынес ряд законопроектов: «Об альтернативной службе», «О сбережениях граждан», «Об отмене обязательного распределения выпускников белорусских ВУЗов», блок поправок в закон «О статусе Палаты представителей» и др. Активно работал среди жителей округа, от которого избран депутатом. По просьбе избирателей участвовал лично и через своих помощников в разрешении проблем районного и городского масштаба. В. Новосяд был одним из тех, кто голосовал против поправок в законодательство, ужесточивших порядок проведения массовых акций. В марте 2003 года совместно с депутатской группой «Республика» инициировал сбор подписей за изменения в избирательном законодательстве Республики Беларусь.
Во время выборов в местные советы в 2003 года разоблачил фальсификации, которые не позволили его помощнику А. Мельникову стать депутатом Минского городского совета депутатов.
К участию в парламентских выборах 2004 года и местных выборах 2007 года чиновниками избиркома допущен не был: в первом случае победу Владимира Новосяда на округе не допустили путём снятия его кандидатуры за пять дней до дня голосования, во втором — на этапе регистрации кандидата. На парламентских выборах 2008 года не был зарегистрирован в качестве кандидата, но добился восстановления регистрации в Центральной избирательной комиссии.
В 2008 году принял участие в парламентских выборах. Баллотировался в Свислочском избирательном округе в г. Минске (микрорайоны «Серебрянка» и «Лошица»). Выступил против снятия кандидатов от оппозиции перед днем голосования. Во время предвыборной кампании конфликтовал с кандидатом «от власти» Г. Давыдько. Конфликт дошёл до угроз со стороны Г. Давыдько «посадить» Новосяда. По официальным результатам выборов депутатом не стал, заняв 2-е место с 8898 голосов (23,3% избирателей).
После этого еще дважды участвовал в парламентских выборах. В 2012 г. также занял 2-е место, набрав 6886 голосов (19,9%). В 2016 г. - 4-е место, набрав 3624 голоса (9,2%).

## Партийное строительство
После избрания В. Новосяда депутатом и приобретения "Гражданским форумом" независимого статуса перед старшим поколением либералов встал вопрос партийного строительства. В итоге в 2001 г. начался процесс создания Организационного комитета Партии свободы и прогресса во главе с Владимиром Новосядом. Данная структура стала первой и единственной либеральной партией страны. Однако на протяжении четырех попыток Министерство юстиции отказывало Партии в регистрации по формальным основаниям - по итогам съездов 22 ноября 2003 г., 29 мая 2004 года, 29 мая 2005 года, 18 апреля 2009 г.
Партия имеет ярко выраженную про-демократическую и про-европейкую ориентацию. Является сторонником постепенной евроинтеграции Беларуси, демократических преобразований в политике и экономике на социал-либеральных основах. На последнем съезде ПСП были утверждены три направления по которым ведётся работа:
1. Молодёжное движение (молодежная организация "Гражданский форум"). 2. Децентрализация. 3. Реформа системы ЖКХ.
В 2013 г. Партия свободы и прогресса стала аффилированным членом общеевропейской либеральной партии - Альянс либералов и демократов за Европу.

## Текущая деятельность
С апреля 2014 г. по сентябрь 2021 г. Владимир Новосяд являлся директором учреждения "Эффективное управление зданиями", некоммерческой организации, созданной для достижения управленческих, социально-культурных и просветительских функций. Целью учреждения было удовлетворение интересов в сфере управления домами и другими объектами недвижимости, путем осуществления просветительской, обучающей, научной и практической деятельности. После ликвидации Учреждения с 16 сентября 2021 г. - директор ООО "Эффективное управление зданиями плюс". В настоящее время занимается проблемами реформы местного самоуправления и жилищно-коммунального хозяйства, на практике реализовал политику "Эффективное управление домом" в должности председатель Товарищества собственников. Защитил диссертацию по теме "Управление процессом децентрализации государственной власти в Республике Беларусь".
Продолжает активную политическую деятельность. В частности во время политического кризиса 2020 г. в Беларуси вместе с возглавляемой Партией осудил насилие силовиков над мирными протестующими. От имени ПСП вместе с другими демократическими силами страны подписал Декларацию о выходе из политического кризиса, призвавшую А. Лукашенко к немедленной отставке. С точки зрения эксперта прокомментировал природу белорусских протестов для ALDE Party Magazine.